# Дюденбюттель
Дюденбюттель (нім. Düdenbüttel) — громада в Німеччині, розташована в землі Нижня Саксонія. Входить до складу району Штаде. Складова частина об'єднання громад Ольдендорф-Гіммельпфортен.
Площа — 10,18 км2. Населення становить 1026 ос. (станом на 31 грудня 2021).

## Галерея

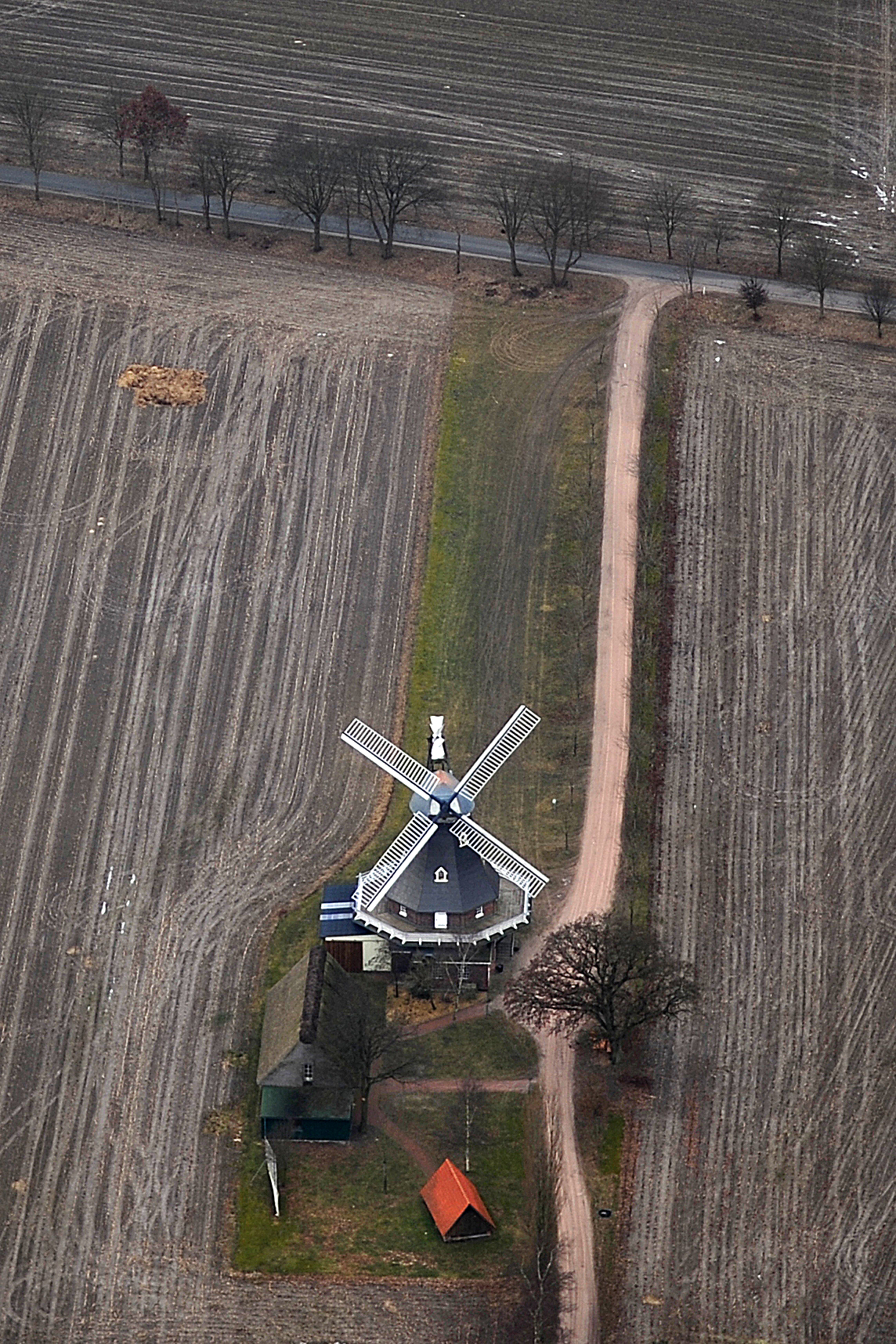